# Социјалистичка интернационала
Социјалистичка интернационала (енгл. Socialist International, SI) је светска организација политичких партија социјалдемократа, лабуриста (радничких партија) и демократских социјалиста. Име јој води порекло из Друге интернационале, која је формирана 1889. године и распала се пред Први светски рат, 1914. години. Најпознатија дела Друге интернационале била су проглашење 1. маја за Међународни дан рада, 1889. године, и проглашење 8. марта за Међународни дан жена. Иако се Друга интернационала поделила избијањем Првог светског рата, скелет организације деловао је кроз Комисију интернационалних социјалиста (International Socialist Commission). Интернационала је обновљена 1923. (као радничка и социјалистичка интернационала). У данашњем облику постоји од краја Другог светског рата, када је поново успостављена.
У послератној Европи Соц. интернационала је пружала помоћ при обнављању социјалдемократских партија након пада диктаторских режима у Португалу (1974) и Шпанији (1975). До свог Женевског конгреса, 1976. године, Социјалистичка интернационала је имала пар чланица изван Европе и незванично учешће у Латинској Америци. 1980. године већина партија из СИ пружило је подршку никарагванском Сандистичком фронту националног ослобођења (СФНО), чије је левичарско руководство наишло на непријатељство од стране САД. Од тада, СИ је примила у своје чланство партију СФНО, као и партију левог центра Партија независности Пуерто Рика, као и екс-комунистичке партије, као што су италијанске Демократе левице и Фронт ослобођења Мозамбика.
Партија европских социјалиста, европска политичка партија, активна у Европском парламенту, је повезана организација Социјалистичке интернационале.

## Председници
Од 2006. године, председник Социјалистичке интернационале је Јоргос Андреас Папандреу из грчког Панхеленског социјалистичког покрета.
- Морган Филипс (1951—1957)
- Алсинг Андерсен (1957—1962)
- Ерих Оленхауер (1963)
- Бруно Питерман (1964—1976)
- Вили Брант (1976—1992)
- Пјер Мороа (1992—1999)
- Антонио Гутерес (1999—2005)
- Јоргос Андреас Папандреу (2006—)

### Почасни председник
- Рубен Бериос Мартинез

## Конгреси
I 1951. Франкфурт; II 1952. Милано; III 1953. Стокхолм; IV 1955. Лондон; V 1957. Беч; VI 1959. Хамбург; VII 1961. Рим; VIII 1963. Амстердам; IX 1964. Брисел; X 1966. Стокхолм; XI 1969. Истборн; XII 1972. Беч; XIII 1976. Женева; XIV 1978. Ванкувер; XV 1980. Мадрид; XVI 1983. Албуфеира; XVII 1986. Лима; XVIII 1989. Стокхолм; XIX 1992. Берлин; XX 1996. Њујорк; XXI 1999. Париз; XXII 2003. Сао Пауло; XXIII 2008. Атина; XXIV 2012. Кејптаун.

## Странке чланице

### Пуноправне чланице
Партије које су пуноправне чланице:
- Албанија – Социјалистичка партија Албаније
- Алжир – Фронт социјалистичких снага
- Ангола – Народни покрет за ослобођење Анголе
- Андора – Социјалдемократска партија
- Аргентина – Радикална грађанска унија, Социјалистичка партија
- Аруба – Народни изборни покрет
- Аустралија – Аустралијска лабуристичка партија
- Аустрија – Социјалдемократска партија Аустрије
- Белгија – Социјалистичка партија, Социјалистичка партија - разлика
- Бенин – Социјалдемократска партија
- Боливија – Револуционарни леви покрет
- Босна и Херцеговина – Социјалдемократска партија Босне и Херцеговине
- Бразил – Демократска радничка партија
- Бугарска – Партија бугарских социјалдемократа, Бугарска социјалистичка партија
- Венецуела – Демократска акција, Покрет за социјализам
- Гватемала – Национално јединство наде
- Гвинеја – Збор гвинејског народа
- Гана – Национални демократски конгрес
- Грчка – Панхеленски социјалистички покрет
- Данска – Социјалдемократи
- Доминиканска Република – Доминиканска револуционарна партија
- Еквадор – Демократска левица
- Екваторијална Гвинеја – Конвергенција за социјалдемократију
- Зеленортска Острва – Афричка партија за независност Зеленортских Острва
- Зимбабве – Покрет за демократске промене – Цвангирај
- Израел – Мерец
- Исланд – Социјалдемократски савез
- Ирак – Патриотска унија Курдистана
- Ирска – Лабуристичка партија
- Италија – Италијанска социјалистичка партија
- Јапан – Социјалдемократска партија
- Јемен – Социјалистичка партија Јемена
- Јерменија – Јерменска револуционарна федерација
- Јужноафричка Република – Афрички национални конгрес
- Камерун – Социјалдемократски фронт
- Канада – Нова демократска партија
- Кипар – Покрет за социјалдемократију
- Колумбија – Колумбијска либерална партија
- Костарика – Партија националног ослобођења
- Курасао – Партија МАН
- Либан – Напредна социјалистичка партија
- Литванија – Социјалдемократска партија Литваније
- Луксембург – Социјалистичка радничка партија Луксембурга
- Мађарска – Мађарска социјалдемократска партија, Мађарска социјалистичка партија
- Малезија – Партија демократске акције
- Мали – Савез за демократију у Малију, Збор за Мали
- Мароко – Социјалистичка унија народних снага
- Мауританија – Збор демократских снага
- Маурицијус – Лабуристичка партија, Милитантни покрет Маурицијуса
- Мексико – Институционална револуционарна партија, Партија демократске револуције
- Мозамбик – Фронт за ослобођење Мозамбика
- Молдавија – Демократска партија Молдавије
- Монголија – Монголска народна партија, Социјалдемократска партија Монголије
- Намибија – Југозападноафричка народна организација
- Немачка – Социјалдемократска партија Немачке
- Непал – Непалски конгрес
- Нигер – Нигерска партија за демократију и социјализам
- Никарагва – Сандинистички фронт националног ослобођења
- Пакистан – Пакистанска народна партија
- Палестина – Фатах
- Панама – Демократска револуционарна партија
- Парагвај – Партија за земљу солидарности, Револуционарна партија Фебрериста
- Перу – Амерички народни револуционарни савез
- Пољска – Демократски леви савез
- Португалија – Социјалистичка партија
- Порторико – Порториканска партија за независност
- Румунија – Социјалдемократска партија
- Русија – Праведна Русија
- Сан Марино – Партија социјалиста и демократа
- Сенегал – Социјалистичка партија Сенегала
- Сједињене Америчке Државе – Демократски социјалисти Америке
- Словачка – Смер – социјалдемократија
- Србија – Социјалдемократска партија Србије
- Танзанија – Револуционарна партија
- Тунис – Демократски форум за рад и слободе
- Турска – Републиканска народна партија
- Уједињено Краљевство – Социјалдемократска и лабуристичка партија
- Уругвај – Нови простор, Социјалистичка партија Уругваја
- Финска – Социјалдемократска партија Финске
- Француска – Социјалистичка партија
- Хаити – Заједница хаићанских социјалдемократа, Партија националног конгреса демократских стремљења, Револуционарна напредна националистичка партија
- Хрватска – Социјалдемократска партија Хрватске
- Црна Гора – Социјалдемократска партија Црне Горе, Демократска партија социјалиста Црне Горе
- Чешка – Чешка социјалдемократска партија
- Чиле – Партија за демократију, Социјалдемократска радикална партија, Социјалистичка партија Чилеа
- Швајцарска – Социјалдемократска партија Швајцарске
- Шведска – Шведска социјалдемократска партија
- Шпанија – Шпанска социјалистичка радничка партија

### Консултативне чланице
Партије које имају статус саветника:
- Алжир – Фронт националног ослобођења
- Антигва и Барбуда – Лабуристичка партија Антигве
- Белорусија – Белоруска социјалдемократска партија (народни збор)
- Венецуела – Нова ера
- Габон – Габонска партија напретка
- Гамбија – Уједињена демократска партија
- Гвинеја Бисао – Афричка партија за независност Гвинеје и Зеленортских Острва
- Грузија – Социјалдемократи за развој Грузије
- Замбија – Патриотски фронт
- Источни Тимор – Револуционарни фронт за независност Источног Тимора
- Иран – Демократска партија Иранског Курдистана
- Казахстан – Свенародна социјалдемократска партија
- Палестина – Палестинска национална иницијатива
- Парагвај – Демократска напредна партија
- Сао Томе и Принципе – Покрет за ослобођење Сао Томе и Принсипеа / Социјалдемократска партија
- Свазиленд – Народни уједињени демократски покрет
- Того – Демократска конвенција афричких народа
- Турска – Партија мира и демократије
- Турска Република Северни Кипар – Републиканска турска партија
- Украјина – Социјалдемократска партија Украјине
- Филипини – Партија грађанске акције Акбајана

### Посматрачке чланице
Партије које имају статус посматрача:
- Албанија – Социјалдемократска партија Албаније
- Барбадос – Лабуристичка партија Барбадоса
- Белорусија – Белоруска партија рада
- Бенин – Демократска унија прогресивних снага
- Боцвана – Национални фронт Боцване
- Буркина Фасо – Партија за демократију и напредак / Социјалистичка партија
- Бурунди – Фронт за социјалдемократију у Бурундију
- Гренланд – Напред
- Доминика – Лабуристичка партија Доминике
- Естонија – Социјалдемократска партија
- Израел – Израелска лабуристичка партија
- Јамајка – Народна национална партија
- Кенија – Лабуристичка партија Кеније
- Киргистан – Социјалистичка партија Ата Мекен
- Колумбија – Алтернативни демократски пол
- Демократска Република Конго – Унија за демократију и социјални напредак
- Летонија – Летонска социјалдемократска радничка партија
- Македонија – Социјалдемократски савез Македоније
- Малта – Партија рада
- Намибија – Конгрес демократа
- Нови Зеланд – Новозеландска партија рада
- Норвешка – Лабуристичка партија
- Пољска – Лабуристичка унија
- Западна Сахара – Полисарио
- Свети Китс и Невис – Лабуристичка партија Светог Китса и Невиса
- Света Луција – Лабуристичка партија Свете Луције
- Свети Винсент и Гренадини – Јединствена лабуристичка партија
- Словенија – Социјалдемократи
- Уједињено Краљевство – Лабуристичка партија
- Филипини – Демократска социјалистичка партија Филипина
- Хаити – Борбена народна организација
- Холандија – Партија рада
- Централноафричка Република – Покрет за ослобођење централноафричког народа